# Skorpion (Automarke)
Skorpion war eine US-amerikanische Automobilmarke, die von 1952 bis 1954 von der Viking-Craft Manufacturing Company in Anaheim (Kalifornien) gebaut wurde.

## Beschreibung
Gebaut wurde ein zweisitziger Roadster, bei dem nur die GFK-Karosserie von Viking-Craft kam. Die Kunden hatten die Wahl zwischen verschiedenen Fahrgestell-Motor-Kombinationen von Crosley, Ford und Studebaker.
Die kompletten Fahrzeuge kosteten US$ 2495,–; für komplette GFK-Karosserien waren US$ 1200,– zu zahlen und als Kits waren sie für US$ 645,– erhältlich.